# 天主教馬拉加-索阿塔教區
天主教馬拉加-索阿塔教區（拉丁語：Dioecesis Malagensis-Soatensis）是哥倫比亞一個羅馬天主教教區，屬布卡拉曼加總教區。
教區成立於1987年7月7日，包括桑坦德省東部以及博亞卡省東北部。2004年有教友161,133人（佔轄區總人口94.2%）、卅一個堂區、四十九名司鐸。現任教區主教為維克托·厄瑪奴耳·奧喬亞·卡達維德。